# 徐訂晉
徐訂晉（韓語：서정진，1989年9月6日—），出生於大韓民國大邱廣域市，是一名韓國職業足球運動員，現效力於韓國K3聯賽球隊華城足球俱樂部。

## 外部連結
- 徐訂晉在 kleague.com上的出场纪录（韓語）
- Soccerway資料庫：徐訂晉